# Альвін Мітташ
Альвін Мітташ, повне ім'я — Пауль Альвін, серболужицький варіант — Павол Альвін Міташ (нім. Alwin Mittasch Alwin Mittasch, в.-луж. Alwin Pawol Mitaš; 27 грудня 1869 року, село Дажин, Лужиця, Німеччина — 4 червня 1953 року, Гейдельберг, Німеччина) — серболужицький та німецький учений-хімік і професор.

## Біографія
Народився 27 грудня 1869 року у багатодітній сім'ї учителя у лужицькому селі Дажин на околицях міста Лебау. У 1883 році поступив у педагогічне училище у Будишині, котре закінчив у 1889 році. З 1889 по 1982 рік працював помічником учителя у народних школах у лужицьких селах Клюкш і Коморов. З 1892 року працював учителем у Лейпцигу. Відвідував лекції на хімічному факультеті Лейпцизького університету. У 1895 році поступив до Лейпцизького університету, по закінченні котрого був асистентом у физико-хімічному інституті, де працював під керівництвом Вільгельма Оствальда. У 1901 році отримав докторський ступінь у області хімії. У 1903 році працював аналітичним хіміком на шахтах при Стольберзі та з 1904 року — у дослідницькій лабораторії на Баденскій содово-аніліновій фабриці (BASF) у Людвігсгафені, де був асистентом Карла Боша. З 1921 року по 1933 рік був директором хімічної лабораторії у Оппау. У 1933 році після смерті старшого сина вийшов на пенсію і проживав у Гейдельбезі до своєї смерті у 1953 році.
Його іменем названа вулиця у Гейдельберзі.

## Наукова діяльність
У своїй дослідницькій діяльності займався каталізаторами. У 1911 році разом з Карлом Бошем брав участь у винаході апарата для синтезу аміаку. Зареєстрував близько 80 винаходів. За свою наукову діяльність отримав почесне звання доктора хімії.

## Твори
- Über die chemische Dynamik des Nickelkohlenoxyds. Дисертація, Leipzig 1902.
- Kurze Geschichte der Katalyse in Praxis und Theorie. 1939.
- Von der Chemie zur Philosophie. Ausgewählte Schriften und Vorträge. 1948.
- Geschichte der Ammoniaksynthese. Verlag Chemie, Weinheim 1951.
- Erlösung und Vollendung. Gedanken über die letzten Fragen. 1953.